# Robert Kranjec
Robert Kranjec, född 16 juli 1981 i Kranj, Ljubljana är en slovensk backhoppare som har tävlat sedan 1998. Han representerar SK Triglav Kranj.

## Karriär
Världscupen
Robert Kranjec debuterade internationellt i världscupen i Granåsen i Trondheim i Norge 13 mars 1998. Han blev nummer 48 i sin första världscupdeltävling. Robert Kranjec placerade sig bland de tio bästa i en deltävling i världscupen första gången under tävlingen i Innsbruck under tysk-österrikiska backhopparveckan (som ingår i världscupen) 4 januari 2002. Han blev då nummer åtta. Två dagar senare tog han fjärdeplatsen i avslutningstävlingen i backhopparveckan, i Bischofshofen. Hans första världscupseger tog han i Kuusamo 2005. År 2010 firade han sin andra världscupseger i Tauplitz/Bad Mitterndorf i Österrike. Efter ytterligare två lyckade skidflygningstävlingar vann han till slut världscupen i skidflygning 2009/2010. Säsongen 2011/2012 vann Robert Kranjec två nya segrar i deltävlingar i världscupen och fick sitt bästa resultat sammanlagt i världscupen då han slutade på en nionde plats totalt. Han vann även världscupen i skidflygning 2011/2012 för andra gången. 
Olympiska spelen
Vid de olympiska vinterspelen 2002 i Salt Lake City vann Robert Kranjec brons i lagtävlingen i stor backe tillsammans med lagkamraterna Damjan Fras, Primož Peterka och Peter Žonta. I de individuella tävlingarna blev Kranjec nummer 15 (i normalbacken) och nummer 11 i (stora backen) i Utah Olympic Park Jumps. Under olympiska spelen 2006 i Turin i Italien blev Robert Kranjec nummer 41 (i normalbacken) och nummer 49 (i stora backen) i de individuella tävlingarna i Stadio del Trampolino i Pragelato. I lagtävlingen blev han nummer 10 med slovenska laget (Rok Benkovič, Robert Kranjec, Primož Peterka och Jernej Damjan). I olympiska spelen 2010 i Vancouver i Kanada blev Kranjec nummer 6 i normalbacken och nummer 9 i stora backen i Whistler Olympic Park Ski Jumps. I lagtävlingen blev slovenska laget nummer åtta.
Skid-VM
Robert Kranjec startade i Skid-VM 2003 i Val di Fiemme i Italien. Där blev han nummer 21 i normalbacken och nummer 6 i stora backen (12, poäng från prispallen). Båda de individuella tävlingarna i Trampolino Giuseppe dal Ben i Predazzo vanns av Adam Małysz från Polen. Slovenerna blev nummer 6 i lagtävlingen. I Skid-VM 2009 i Liberec i Tjeckien, slutade Kranjec på en 11:e plats i normalbacken och en 15:e plats i stora backen i Ještěd. I lagtävlingen blev han nummer sju. Under Skid-VM 2011 i Holmenkollen i Oslo vann han en bronsmedalj i lagtävlingen i stora backen (Holmenkollbakken) tillsammans med sina slovenska lagkamrater Peter Prevc, Jurij Tepeš och Jernej Damjan. Tävlingen stördes av vind och andra omgången blev inställd. Slovenien var 4,4 poäng efter världsmästarna Österrike och 3,8 poäng efter Norge. I lagtävlingen i normalbacken (Midtstubakken) blev slovenarna nummer 6. Robert Kranjec slutade på en 32:a plats (i normalbacken) och en 23:e plats (i stora backen) i de individuella tävlingarna.
Skidflygnings-VM
VM i skidflygning 2002 i Čerťák i Harrachov i Tjeckien var Robert Kranjecs första skidflygnings-VM. Han blev där nummer 11. Under skidflygnings-VM 2004 på hemmaplan i Letalnica i Planica arrangerades lagtävling i skidflygning för första gången. Hemmalaget blev nummer 6. I den individuella tävlingen blev Kranjec nummer 12. Skidflygnings-VM 2006 arrangerades i skidflygningsbacken Kulm i Bad Mitterndorf. Här blev Robert Kranjec nummer 15 i den individuella tävlingen och nummer fem i lagtävlingen. Lite sämre gick det i VM 2008 i Heini Klopfer-backen i Oberstdorf i Tyskland där han slutade på en 17:e plats individuellt och en 12:e plats i lagtävlingen. VM-2010 på hemmaplan i Planica gav större framgångar. Karnsjec slutade på en femteplats individuellt och sjätteplats i lagtävlingen. Under Världsmästerskapen i skidflygning i Vikersund 2012 var han på det närmaste suverän. Han vann den individuella VM-tävlingen före Rune Velta, Norge och Martin Koch, Österrike. Han gjorde också en stor insats i lagtävlingen där det slovenska laget tog en bronsmedalj efter guldvinnarna Österrike och silvermedaljörerna Tyskland. Robert Kranjec innehar slovenskt längdrekord efter ett hopp på 232 meter i Vikersundbacken 2011.
Andra tävlingar
I Sommar-Grand-Prix har Robert Kranjec tävlad 9 säsonger. Som bäst blev han två sammanlagt 2009. Han har två delsegrar. I tysk-österrikiska backhopparveckan har Robert Kranjec som bäst två fjortondeplatser sammanlagt, säsongerna 2009/2010 och 2011/2012. Mellan 2009 och 2012 har Robert Kranjec vunnit 6 guldmedaljer i slovenska mästerskap, alla i hemstaden Kranj.